# Ariel Kyrou
Ariel Kyrou, né le 6 novembre 1962, est un journaliste, écrivain, essayiste et chroniqueur de radio français, spécialisé dans les nouvelles technologies, les musiques électroniques, la science-fiction et les grandes avant-gardes artistiques du siècle dernier.

## Biographie
Ariel Kyrou est le fils du réalisateur et critique de cinéma, proche du groupe surréaliste, Ado Kyrou, notamment auteur du livre Le surréalisme au cinéma (1953), dont il a orchestré et préfacé la toute dernière réédition en 2005, et le frère du leader du groupe Vox Populi Axel Kyrou.
Diplômé de l'Institut d'études politiques de Paris, il fonde l'entreprise Moderne Multimédias en 1987 avec Henry-Hubert Godfroy et participe en 1995 à la création du Virgin Megaweb, l'un des premiers sites Web français. Il est aujourd'hui encore directeur associé de Moderne Multimédias.
Rédacteur en chef adjoint du magazine Actuel de 1989 à 1993, chroniqueur sur France Culture dans l'émission « Net plus ultra » de Jean-Philippe Renoult jusqu'en 2002, Ariel Kyrou est membre du collectif de rédaction de la revue Multitudes et professeur de sociologie des pratiques culturelles et d'histoire critique des cultures actuelles au département SACIM (Sciences, Art, Culture, Innovations, Multimédia) de l'Université de Versailles-Saint-Quentin-en-Yvelines. Il est l'un des fondateurs, via Moderne Multimédias, ainsi que le directeur éditorial de Solidarum, « base de connaissances pour l'invention sociale et solidaire » en Creative Commons. Celle-ci est éditée et a été créée à l'initiative de la Fondation Cognacq-Jay fin octobre 2016 au sein d'un dispositif, le Laboratoire des solidarités, qui inclut également une revue annuelle, Visions solidaires pour demain, le prix Fondation Cognacq-Jay, ainsi que des rencontres annuelles.
A. Kyrou a été le scénariste, avec le réalisateur Yann Coquart, du documentaire Les mondes de Philip K. Dick, diffusé sur Arte le 2 mars 2016 (jour anniversaire de la mort de Ph.K Dick), et lauréat, en mars 2017, du prix du meilleur documentaire au Boston Science-Fiction Film Festival.
Avec d'autres intellectuels techno-critiques, l'économiste Yann Moulier Boutang et l'entrepreneur et penseur Bruno Teboul, il a tenté, en 2016, de créer une « Contre-Université du numérique ». Soutenu au départ par le philosophe Bernard Stiegler, le projet est aujourd'hui en sommeil.
Ariel Kyrou a publié en octobre 2020 un essai de 600 pages, Dans les imaginaires du futur. Entre fins du monde, IA, virus et exploration spatiale, avec une « volte-face » de l'écrivain Alain Damasio positionnée aux deux tiers du livre,. Sa clef : considérer les séries TV et les films de cinéma, les BD, les romans et les nouvelles de science-fiction comme une source de savoirs et de pistes pour tenter de sortir de l'impasse, de la sidération que suscitent en nous les deux imaginaires selon lui les plus forts d'aujourd'hui : la démesure technologique et l'apocalypse environnementale. Cet essai a été réédité en poche fin avril 2023.
Ariel Kyrou a par ailleurs publié en octobre 2021 une version réactualisée, corrigée et augmentée de son essai ABC Dick, sur et à partir de Philip K. Dick. Il a également été le pilote d'une anthologie de science-fiction autour des enjeux de solidarité, Nos futurs solidaires, éditée par ActuSF et la Fondation Cognacq-Jay en mars 2022.

## Publications
- Avec André-Jean Gattolin, Reprenons la bastille, Balland, 1988  (ISBN 2-715-80673-6)
- Techno rebelle : un siècle de musiques électroniques, Denoël, 2002  (ISBN 2-207-25352-X)
- Paranofictions : traité de savoir vivre pour une époque de science-fiction, Climats, 2007  (ISBN 2-082-13135-1)
- Avec Jean-Yves Leloup, Jean-Philippe Renoult et Pierre-Emmanuel Rastoin, Global Techno 1.1 : L’authentique histoire de la musique électronique, Scali, 2007  (ISBN 2-350-12190-9)
- ABC-Dick : nous vivons dans les mots d'un écrivain de science-fiction, Inculte, 2009  (ISBN 2-916-94016-2), réédité en version revue et augmentée, ActuSF, 2021  (ISBN 978-2-376-86419-6)
- Google God : Big Brother n'existe pas, il est partout, Inculte, 2010  (ISBN 2-916-94038-3)
- Révolutions du Net : Ces anonymes qui changent le monde, Inculte, 2012  (ISBN 978-2-916-94091-5)
- Avec Mounir Fatmi, Ceci n'est pas un blasphème : la trahison des images, des caricatures de Mahomet à l'hypercapitalisme, Inculte / Dernière Marge et Actes Sud, 2015  (ISBN 978-2-330-05238-6)
- Avec Bernard Stiegler (préambule et entretien avec le philosophe), L'emploi est mort, vive le travail !, Mille et Une Nuits, Fayard, 2015  (ISBN 978-2-755-50746-1)
- Dans les imaginaires du futur : entre fins du monde, IA, virus et exploration spatiale, Éditions ActuSF, 2020  (ISBN 978-2-376-86316-8), réédité en poche, Hélios, 2023  (ISBN 978-2-376-86576-6)

- Philofictions. Des imaginaires alternatifs pour la planète, Paris, Éd. MF, 2024, 258 p.  (ISBN 978-2-378-04078-9)